# Chicken Ranch (Nevada)
El Chicken Ranch es un burdel legal con licencia en el estado estadounidense de Nevada situado a unos 97 km al oeste de Pahrump, en el condado de Nye. Cuenta con 17 camas y está situado en un terreno de 16 hectáreas. Un edificio separado, conectado a la casa principal por una pasarela, contiene tres "bungalows" temáticos ampliamente decorados que atienden a los clientes que desean una experiencia más lujosa. Aproximadamente 60 cortesanas llaman "hogar" al Chicken Ranch, donde viven y trabajan entre 12 y 15 mujeres en todo momento. Las mujeres suelen quedarse al menos dos semanas seguidas. Las damas son contratistas independientes y fijan sus propios precios y menú de servicios. Debido a las ordenanzas del condado de Nye, no se puede ejercer la prostitución fuera de la casa del burdel. Actrices pornográficas como Isabella Nice o Air Force Amy han trabajado en el burdel, así como la trabajadora sexual y youtuber irlandesa Alice Little.

## Historia
Walter Plankinton abrió el Nevada Chicken Ranch en 1976, lo más cerca posible de Las Vegas desde el punto de vista legal. Se encontró con la fuerte oposición de las fuerzas del orden locales y de otros propietarios de burdeles. Sigue siendo el burdel más cercano a Las Vegas.
La ubicación inicial del Chicken Ranch estaba dentro de los límites de la ciudad de Pahrump, donde la prostitución era ilegal. Plankinton fue detenido y declarado culpable de violar las leyes de la ciudad. Trasladó el burdel a una nueva ubicación dentro del condado, pero fuera de los límites de la ciudad. Tras un largo proceso de apelación, en 1981 pasó 60 días en la cárcel. En 1976, el condado de Nye no exigía que los burdeles obtuvieran licencia, y otros tres burdeles funcionaban legalmente en el condado en aquella época. No obstante, los funcionarios hicieron circular una petición en contra del Chicken Ranch y luego intentaron cerrarlo por considerarlo una "molestia pública per se". 
El caso llegó al Tribunal Supremo de Nevada, que falló a favor de Plankinton en 1978. En 1978, el Chicken Ranch fue incendiado, supuestamente por pirómanos. Plankinton reabrió con un nuevo conjunto de remolques 5 días después. En 1982, Plankinton vendió el Chicken Ranch por 1 250 000 dólares a Kenneth Green, un hombre de negocios de San Francisco, y a Russel Reade, un ex profesor. Reade, que había contribuido con 25 000 dólares a la compra, se convirtió en el gerente. En aquel momento trabajaban en el rancho unas 15 mujeres.
El aeropuerto de Chicken Ranch era una pista de aterrizaje que permitía el aterrizaje de avionetas en el burdel. Fotos de 1994 muestran que la pista de aterrizaje ya estaba cerrada.
El 8 de febrero de 2006, el rancho aceptó una oferta de compra por 5,2 millones de dólares.

## Cultura popular
La serie de seis partes de Sundance Channel Pleasure for Sale (2008) documentó la vida en el Chicken Ranch, describiendo las relaciones a veces tensas entre las trabajadoras sexuales del lugar.
El Chicken Ranch fue el escenario del vídeoclip del artista country Orville Peck Dead of Night. Las mujeres del Chicken Ranch aparecen en todo el vídeo y Orville Peck les da las gracias al final.